# Arturo Ambrosio
Rinaldo Arturo Ambrosio (Torino, 3 dicembre 1870 – Pancalieri, 25 marzo 1960) è stato un regista e produttore cinematografico italiano, pioniere del cinema in Italia.

## Biografia
Diplomato in ragioneria, si impiegò presso una ditta di tessuti. Appassionato di fotografia, poco più che trentenne si spostò a Basilea dove si specializzò in tale settore. Ritornato nel 1902 a Torino, abbandonò il suo lavoro di impiegato ed aprì un negozio di articoli ottici e fotografici.
Ben presto si appassionò ad un altro settore, la cinematografia, e nel 1904 andò in Francia, Inghilterra e Germania per acquisire maggiore conoscenza e familiarità con il nuovo mezzo che si stava sviluppando, e questo portò Ambrosio nel 1905 a fondare la "Ambrosio e C.", che l'anno dopo trasformò nella casa cinematografica "Società Anonima Ambrosio", detta Ambrosio Film, fra le prime case di produzione cinematografica in Italia, dotata di uno stabilimento di produzione. I primi suoi collaboratori furono inizialmente Giovanni Vitrotti e Roberto Omegna, ai quali si aggiunse poi Luigi Maggi.
Fu così il primo grande produttore cinematografico nazionale, avendo inaugurato con Gli ultimi giorni di Pompei (1908) il filone internazionale dei film storici in costume.
Fu anche regista di alcuni film tra cui Galileo Galilei (1909) e Amleto (1914).
Nel 1923 lasciò la conduzione della sua società, in crisi dalla fine della prima guerra mondiale e che fallì l'anno dopo, e in seguito si trasferì a Roma dove divenne il direttore generale tecnico e artistico dell'Unione cinematografica italiana, e progettò la nuova versione del film Quo vadis? girata nel 1925. Nel 1927 anche questa società venne sciolta e Ambrosio si ritirò a vita privata.  
Riprese l'attività cinematografica nel 1939 quando divenne direttore della produzione della Scalera Film di Roma, dove rimase fino al 1945, per poi ritirarsi definitivamente dal mondo del cinema.
Il comune di Torino gli ha intitolato una via nel quartiere Barriera di Milano.

## Filmografia

### Regista
- Il cappello nella minestra (1905)
- Il dolce che scappa (1906)
- Primi calori (1906)
- Il paravento (1906)
- Cavalleria infernale (1906)
- Una zolfara (1907)
- Una gita a Monreale (1907)
- Sicilia illustrata (1907)
- Marcus Lycinius (1907)
- Polvere allegra (1907)
- Marsala (1908)
- L'industria dei pomidori (1908)
- Gli ultimi giorni di Pompei, co-regista con Luigi Maggi (1908)
- Galileo Galilei, co-regista con Luigi Maggi (1909)
- Spergiura!, co-regista con Luigi Maggi (1909)
- Nerone, co-regista con Luigi Maggi (1909)
- Salambò (1911)
- Le bolle di sapone (1911)
- Scacco matto (1913)
- Scambio di cappotti (1913)
- Amleto (1914)
- Il giornale (1914)
- Cenere, co-regia con Febo Mari (1916)

### Direttore di produzione
- Tosca, regia di Carl Koch e Jean Renoir (1941)
- Il re si diverte, regia di Mario Bonnard (1941)
- Carmen, regia di Christian-Jaque (1945)